# Tucker Carlson
Tucker Carlson (San Francisco, 16 maggio 1969) è un giornalista, personaggio televisivo e scrittore statunitense, ex conduttore della trasmissione Tucker Carlson Tonight prodotta e trasmessa da Fox News Channel.

## Biografia
Figlio di un'artista e di Dick Carlson, un giornalista "gonzo" diventato in seguito ambasciatore statunitense alle Seychelles, Carlson inizia la sua carriera negli anni '90 come fact-checker per Policy Review, un giornale conservatore. Inizia poi a collaborare con The Weekly Standard e con altre pubblicazioni. È stato commentatore della CNN dal 2000 al 2005 e dal 2005 al 2008 ha condotto il programma notturno Tucker, su MSNBC. Nel 2009 diventa analista politico per Fox News, e qualche anno dopo, nel 2016, gli viene affidato un programma, il Tucker Carlson Tonight, grazie al quale acquisisce una grande notorietà, diventando uno dei volti più noti di Fox News. 
Sostenitore dell'ex presidente degli Stati Uniti Donald Trump, Carlson è stato descritto da Politico come "forse il sostenitore di più alto profilo del Trumpismo" (in inglese: perhaps the highest-profile proponent of 'Trumpism'"). Ha contribuito a diffondere le teorie sui brogli che avrebbero favorito il democratico Joe Biden nelle elezioni presidenziali negli Stati Uniti d'America del 2020.
Il 24 aprile 2023 è stato licenziato da Fox News, senza alcuna spiegazione ufficiale, successivamente il 2 maggio il Washington Post pubblica un articolo in cui scrisse che Carlson venne licenziato a causa di un messaggio razzista e per paura che diventasse di pubblico dominio. Il suo licenziamento è avvenuto pochi giorni dopo l'accordo giudiziario tra Fox e Dominion Voting Systems: Dominion aveva citato in giudizio la rete per aver diffuso false affermazioni sui presunti brogli elettorali del 2020. Fox ha chiuso la causa con un accordo in seguito a un versamento 787,5 milioni di dollari. Si tratta del più grande accordo monetario mai divulgato pubblicamente in un'azione americana per diffamazione.
Durante il procedimento giudiziario, sono stati resi noti dei messaggi privati di Carlson, che rivelano come lui in realtà odiasse Trump, non credesse affatto ai brogli elettorali in favore di Biden e criticasse aspramente i dirigenti della Fox.
Ha scritto tre libri: Politicians, Partisans, and Parasites (2003), Ship of Fools (2018) e The Long Slide (2021).

### Intervista a Vladimir Putin (2024)

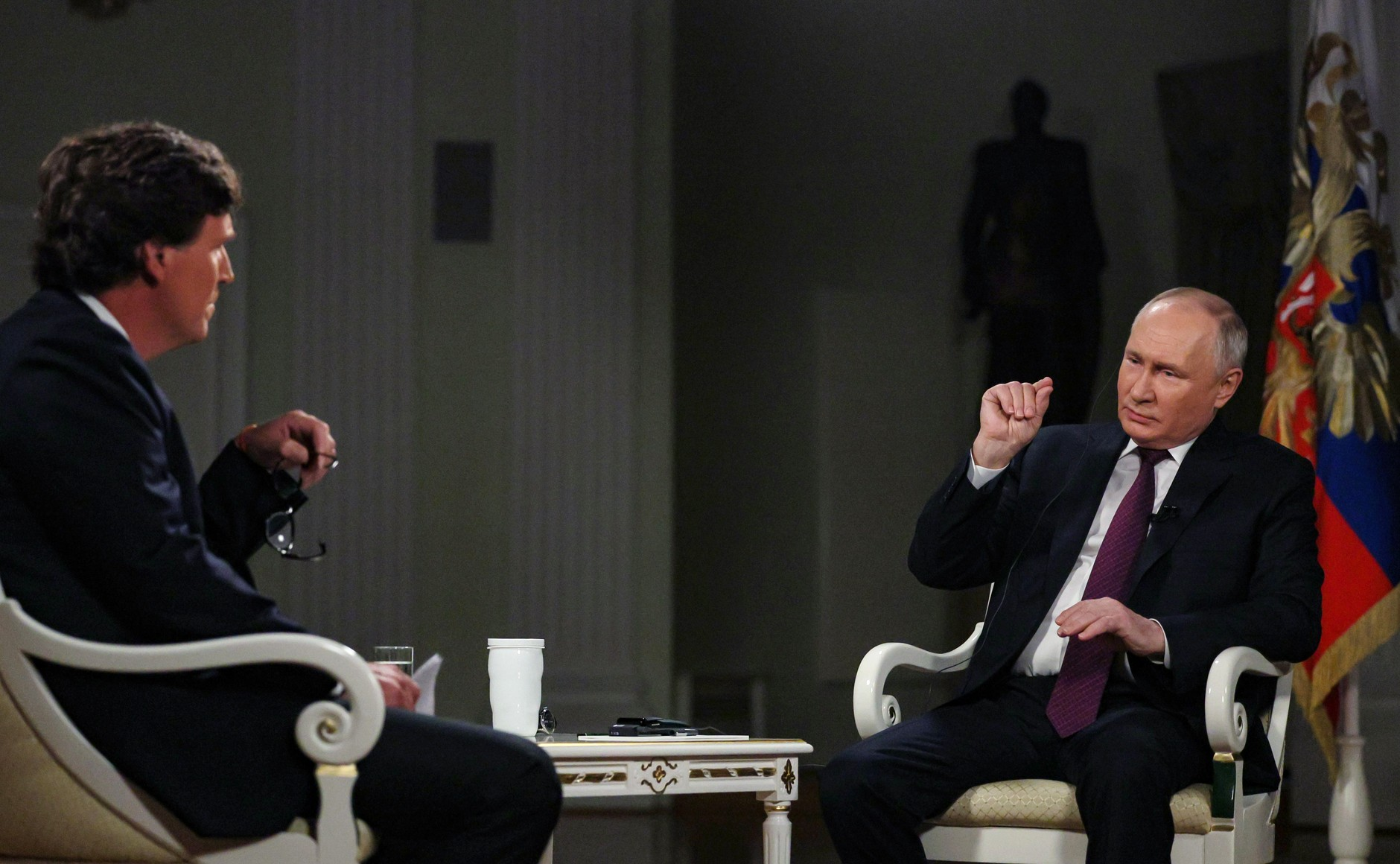
Carlson intervista il presidente russo Vladimir Putin nel febbraio 2024

Il 6 febbraio 2024, Carlson si è recato a Mosca per intervistare il presidente della Federazione Russa, Vladimir Putin, di cui "è stato un difensore esplicito". È stata la prima intervista faccia a faccia di Putin con un giornalista occidentale da quando ha lanciato l'invasione russa dell'Ucraina nel febbraio 2022.
Carlson ha affermato che mentre al presidente ucraino Volodymyr Zelens'kyj era stata data una piattaforma, "non un solo giornalista occidentale si è preso la briga di intervistare il presidente dell'altro paese coinvolto in questo conflitto, Vladimir Putin". Ciò ha scatenato la reazione dei giornalisti americani ed europei, che hanno sottolineato che a loro erano state ripetutamente negate interviste con Putin e che alcuni erano stati espulsi dal paese. L'addetto stampa del Cremlino, Dmitrij Peskov, ha detto che a Carlson è stata concessa un'intervista perché "la sua posizione è diversa", dicendo: "Non è filo-russo, non è filo-ucraino, è filo-americano. È in netto contrasto con la posizione dei media tradizionali anglosassoni".
Alcuni giornalisti indipendenti russi si sono arrabbiati per le parole di Carlson, notando che almeno 1.000 giornalisti indipendenti sono fuggiti dalla Russia a causa delle nuove leggi sulla censura che vietano le critiche alla guerra. Hanno anche sottolineato che due giornalisti americani sono attualmente imprigionati in Russia: Evan Gershkovich del Wall Street Journal e Alsu Kurmasheva di Radio Free Europe.
Dopo la morte dell'importante critico del Cremlino Aleksej Naval'nyj in una prigione russa pochi giorni dopo l'intervista, Carlson ha affrontato nuove critiche per aver tenuto l'intervista con Putin e aver detto che "la presidenza richiede l'uccisione di persone". Carlson ha definito la morte di Naval'nyj "barbara e terribile" in una dichiarazione al New York Times.

## Controversie
Carlson è stato criticato per aver confezionato e diffuso notizie false a favore di Trump e Putin, intrise di odio, antisemitismo e razzismo oltre che per aver creato un ambiente di lavoro misogino e sessista
È stato inoltre uno dei principali disinformatori statunitensi sulla pandemia da COVID-19, contribuendo in particolare a diffondere, dal suo popolare programma false informazioni sugli effetti dei vaccini anti-COVID-19, sulla presunta dannosità delle mascherine, sull'efficacia del farmaco veterinario ivermectina. Ha contribuito a diffondere tra i suprematisti bianchi la teoria del complotto della sostituzione etnica. È molto vicino ai politici di estrema destra come Jair Bolsonaro e Viktor Orban.
Ha più volte criticato duramente la comunità LGBT e il femminismo, ed è stato indicato come possibile successore di Trump da David Duke, ex gran maestro del Ku Klux Klan.